# Gu Jiegang
Dans ce nom chinois, le nom de famille, Gu, précède le nom personnel Jiegang.
Gu Jiegang (chinois simplifié : 顾颉刚 ; chinois traditionnel : 顧頡剛 ; pinyin : Gù Jiégāng ; Wade : Ku Chieh-kang ; EFEO : Kou Tsié-kang), né le 8 mai 1893 à Suzhou, mort en 1980, est un historien et ethnologue chinois.

## Biographie
Gu entre à l'université de Pékin en 1913 et en sort diplômé en 1920.
Gu est l'auteur de plusieurs études importantes sur le folklore chinois. Il fait d'abord partie du Centre de recherche sur les chansons populaires de l'université de Pékin, créé en 1918, où il édite un recueil de chansons populaires de la région de Wu, dans la basse vallée du Yangtse. Il est après 1926 membre du Centre de recherche sur le folklore de l'université Sun-Yat-sen de Canton, où il est l'auteur d'une étude sur la légende de Meng Jiangnü. Après 1933, il étudie la culture populaire de l'Antiquité à Nankin.